# Det finns annan frukt än apelsiner (miniserie)
Det finns annan frukt än apelsiner (originaltitel: Oranges Are Not the Only Fruit) är en brittisk TV-miniserie i tre delar från 1989 i regi av Beeban Kidron, med bland annat Charlotte Coleman, Geraldine McEwan och Mark Aspinall i rollerna. Den är en filmatisering av Jeanette Wintersons delvis självbiografiska roman Det finns annan frukt än apelsiner från 1985.